# Элементоорганическая химия
Элементоорганическая химия — раздел химии, в котором изучаются строение и превращения соединений, содержащих химические связи элемент-углерод, где элемент — все элементы Периодической таблицы, за исключением Н, O, N, S, Сl, Вr. К основным классам элементоорганических соединений относят металлоорганические, борорганические, кремнийорганические, фосфорорганические, фторорганические соединения.

#### Элементоорганическая химия в СССР и России
В СССР элементоорганическая химия получила широкое развитие благодаря деятельности научных школ, основанных такими учеными, как Несмеянов А. Н., Разуваев Г. А. и др. Основные исследования по химии элементоорганических соединений проводились в ИНЭОС, основанном А. Н. Несмеяновым, МГУ и ряде других институтов и университетов.